# ナースウィッチ小麦ちゃんマジカルて
『ナースウィッチ小麦ちゃんマジカルて』（ナースウィッチこむぎちゃんマジカルて）は、日本のアニメOVAシリーズ作品。
『ナースウィッチ小麦ちゃんマジカルて』 は、2002年から2005年にかけて製作された。タツノコプロ創立40周年記念作品。続編『ナースウィッチ小麦ちゃんマジカルてZ』（ナースウィッチこむぎちゃんマジカルてゼット）、テレビアニメの『ナースウィッチ小麦ちゃんR』（後述）が制作されている。

## ナースウィッチ小麦ちゃんマジカルて(Z)
『The Soul Taker 〜魂狩〜』（以下『ソウルテイカー』）からのスピンオフ作品であり、『ソウルテイカー』のDVD版映像特典として作られた短編連作「こむぎ大作戦」を原型としている。内容はいわゆる魔女っ子アニメのパロディ。のちに邪道魔法少女の1作目と位置づけられる。
『ソウルテイカー』の"看板娘"である中原小麦を主人公に据え、同作の主人公・伊達京介らが脇を固めているが、世界設定・ストーリー面で『ソウルテイカー』とは関連性のないスター・システム的作品である。作品のコンセプトは「小麦ちゃんと一緒に遊ぼう」である。アニメキャラである中原小麦が自らインターネットラジオのメインパーソナリティを務め、プロデューサーである川瀬浩平や伊平崇耶も別名でネットラジオに出演し、作品の舞台裏や製作状況などを番組内で公開。作品の批判を正面から受け止める一方、逆にファンに対しても叱責するという、リスナーとの本音トークで製作側とファンとの距離を縮めた。上記のように「ファンと一緒に、同じ目線で作品を作っていく」という製作工程が同時期の他の作品と異なり、またこの作品の人気理由の一つになっている。
ネットラジオ番組については『中原小麦のまじかるナースステーション』を参照のこと。

### 登場人物
※印は『ソウルテイカー』に登場しない本作オリジナルキャラクター。
中原 小麦（なかはら こむぎ）
声 - 桃井はるこ
本作の主人公。弱小芸能プロダクション「キリプロ」所属の女子高生コスプレアイドル。おっちょこちょいであわてんぼう。ムギまるを助けたことから、悪のウイルスから地球を救う｢まじかるナース｣となり、ウイルス退治、芸能活動、高校生活の三足草鞋を履くハメに。しかし持ち前の明るい性格で元気に押し寄せる事件を乗り切ってしまう。貧乳である事が悩みで、第4話では「65cm以下」と判明している。
国分寺 こより（こくぶんじ こより）※
声 - 大谷育江
小麦のクラスメイトで大の仲良し。なおかつ巨乳ロリ顔の新進アイドル。しかし、ムギまるに追われるあんぐら〜によってまじかる冥土（メイド）と化してしまう。本人に自覚は無い。普段の性格はおっとりしていて小麦にも優しいがウルトラ天然ボケである、まじかる冥土時はあんぐら〜に乗っ取られているため陰険・高飛車・毒舌の三拍子で小麦を攻める。ちなみに小麦もこよりも変身後の姿は素顔のままだが、互いの正体に全く気付いていない。
『Z』最終話にて、マヤと同じく（?）邪心を一切持たなかったためにあんぐら〜の寄り代にされており、マヤと「声が似ている」のはそのせいであるという裏設定が同話のアバンタイトルで明かされた。マジカルての最終話である同話ではその体が限界を迎え、後継者として小麦の体を狙う。
ムギまる※
声 - うえだゆうじ
地球とは別次元に存在する「わくちん界」のエージェント。地球に降り注いだ悪のウイルスの回収と、ウイルスを散布したあんぐら〜の捕獲のため地球にやってきたが、地球ではその能力を発揮できず負傷。助けてくれた小麦に自身の任務の代行を依頼する。真面目な性格だが一言多いのが玉に瑕。愛らしい外見とは裏腹にかなりスケベで、魔女っ子アニメのお約束であるヒロインとの入浴を試みては小麦に八つ裂きにされている。
あんぐら〜※
悪のウイルスの総元締。わくちん界に拘禁されていたが脱走し、地球に自身の配下である悪のウイルスを振り撒いた。ムギまる同様、地球ではその能力は発揮できないため、行動時にはこよりの心身を乗っ取って使役する。
その生まれた経緯から、邪心の無い人間にしか宿ることができないという裏設定を持つ。
ポソ吉（ポソきち）※
声 - 清水愛
まじかる冥土時のこよりに付き添う謎の存在。青い蝶ネクタイをつけてはいるが、設定上は♀。インドでの修行により、会話できるようになった。
壬生 シロー（みぶ シロー）
声 - 小野坂昌也
キリプロの辣腕マネージャーで小麦の担当。口と態度が悪く、桐原社長との口喧嘩は日常茶飯事。小麦の能天気ぶりに手を焼いており悪態をつきつつも、見守らずにはおれないアニキ的人物。
桐原 夕映（きりはら ゆい）
声 - 平松晶子
キリプロの若き社長。真面目だが融通が利かない。かつてはアイドルタレントで、引退後裏方に転向。業界では辣腕で鳴らすが、自社内では所属タレントとマネージャー約1名のおっぺけぺー振りに頭を抱える毎日。それでも「天敵」シロー共々、小麦を温かく見守っている。
伊達 京介（だて きょうすけ）
声 - 斎賀みつき
歌手・俳優として人気ナンバーワンのアイドル。それでいて驕ったところが無い好青年。小麦の憧れの人であり、小麦がタレントになるきっかけになった人物でもある。小麦に対しても優しく接するが本編（The soul taker）では岬真夜にほのかな思いを寄せていたことに関連してか、小麦をほっといて女神マヤとラストいい感じになっている。
MEGU（メグ） / 秋葉 恵（あきば めぐみ）
声 - 榎本温子
キリプロ所属のグラビアアイドルで、本名は「秋葉 恵」。胸の大きさをネタにしばしば小麦にちょっかいをかけるが、ドジなところは小麦とどっこいどっこい。こよりの台頭に危機感を強めている。小麦と口げんかになると「落ち目乳女」と言われることもある。
時逆 琉奈（ときさか るな）
声 - 根谷美智子
キリプロ所属の人気子役。常にお茶を口にしている。猫かぶりで狡賢いところがあり、人前ではいい子を演じているが、小麦に対しては辛辣極まりない。小麦曰く「生意気」。
櫻井 明日香（さくらい あすか）
声 - 田村ゆかり
若手アクション女優。現場では厳しい言動で一見近寄り難い雰囲気を持つが、素は真面目で優しい性格。
女神マヤ
声 - 大谷育江
わくちん界を司る神。ムギまるにあんぐら〜の捕獲と悪のウイルスの回収を命じた。寛容な性格だがややナルシストの気がある。第1シーズンKARTE.3では小麦に危ない薬を打ったり、KARTE.5では京介を連れて逃走を企てたりと油断ならないところもある。
かつて自身の悪の心を分離させあんぐら〜を産み出した張本人であり、本来あんぐら〜とは一つの存在である。
リチャード・ビンセント
声 - 江原正士
第1シーズンKARTE.2.5に登場。京介が所属する大手芸能プロダクション「JUNES」の社長。夕映とは犬猿の仲だが、実はアイドル時代の夕映の片思いの人でもある。
マジカルティーチャーコマチ※
声 - かないみか
第1シーズンKARTE.5に登場。地球を「たのしい学校」にすべく侵略してきた宇宙魔法少女。ロリロリ幼女体と爆乳女教師体の2形態を持つ。

### スタッフ
本作は監督をはじめ多くのスタッフが各話ごとに大きく異なり、共通のスタッフは少ない。
- 企画 - むぎむぎ団
- 企画協力 - 『The SoulTaker』製作委員会
- 監督 - 武本康弘（KARTE.1、2）、荒川真嗣（KARTE.2.5）、米たにヨシトモ（KARTE.3 - 5、おぺ.2）、玉川真人（KARTE.5）、松園公（おぺ.1）
- キャラクターデザイン - 渡辺明夫（KARTE.2まで渡辺あきお名義）
- 総作画監督 - 伊東克修（KARTE.3まで）
- 美術監督 - 鵜ノ口穣二（KARTE.1、2）、須藤岳（KARTE.2.5、3）、目方光太郎（KARTE.4）、小谷隆之（KARTE.5、おぺ.2）、多田喜久子（おぺ.1）
- 色彩設計 - 高木理恵（KARTE.1、2）、池さゆり（KARTE.2.5 - 5）、佐藤祐子（おぺ.1）、堀川佳典（おぺ.2）
- 撮影監督 - 中上竜太（KARTE.1、2）、松山正彦（KARTE.2.5 - 5、おぺ.1、おぺ.2）
- 編集 - 坂本雅紀（KARTE.2.5はドラマパート編集）
- ミュージッククリップ編集 - 奥田浩史（KARTE.2.5）
- 音楽 - 高木隆次
- 音楽プロデューサー - 川綱俊治
- 音響監督 - 柏倉ツトム（KARTE.1 - 5、おぺ.1）、三間雅文（KARTE.1、2、おぺ.2）
- プロデューサー - 川瀬浩平、伊平崇耶、吉田昇一（KARTE1 - 5）、八田英明（KARTE.1、2）、里見哲朗（おぺ2）
- アニメーション制作 - タツノコプロ、京都アニメーション（KARTE.1、2）
- 製作 - ジェネオンエンタテインメント（初期は「パイオニアLDC」名義）、東芝デジタルフロンティア（KARTE.1 - 3）、東芝エンタテインメント（KARTE.4、5）、タツノコプロ

### 主題歌・揷入歌
ナースウィッチ小麦ちゃんマジカルて
主題歌
オープニングテーマ「愛のメディスン」
作詞 - 桃井はるこ、UPLIFT / 作曲 - 桃井はるこ / 編曲 - 小池雅也 / 歌 - 中原小麦（桃井はるこ）
エンディングテーマ
「オトメの魔法でポンデ・ケ・ワ」（KARTE.1、2、3、4）
作詞 - UPLIFT / 作曲 - 岡素世 / 編曲 - 小池雅也 / 歌 - 中原小麦（桃井はるこ）
「Pasera」（KARTE.2.5）
作詞 - 枯堂夏子 / 作曲・編曲 - 高木隆次 / 歌 - 国分寺こより（大谷育江）
「three」（KARTE.5）
作詞・作曲・編曲 - 高木隆次 / 歌 - 中原小麦（桃井はるこ）
挿入歌
「こむぎ気分でろっくんロール」（KARTE.2）
作詞・作曲・歌 - 桃井はるこ / 編曲 - 小池雅也
「勝利だ!ビッグ・サイトロン」（KARTE.2、2.5）
作詞 - アームストロング滝沢 / 作曲・編曲 - 渡辺宙明 / 歌 - 串田アキラ
「Reverse.」 (KARTE.2.5)
作詞・作曲・編曲 - 高木隆次 / 歌 - 伊達京介（斎賀みつき）
「あなたがだいきらい」（KARTE.2.5）
作詞・作曲 - 桃井はるこ / 編曲 - 小池雅也 / 歌 - 中原小麦(桃井はるこ)
「まじかるアイドル降臨 ショートカットver.」（KARTE.2.5）
作詞 - 枯堂夏子 / 作曲・編曲 - 高木隆次 / 歌 - マジ!?がーるず(桃井はるこ×大谷育江)
ナースウィッチ小麦ちゃんマジカルてZ
オープニングテーマ「しゅーてぃんすたー☆」
作詞 - 桃井はるこ / 作曲・編曲 - Funta / 歌 - 中原小麦（桃井はるこ）
エンディングテーマ「おやすみ」
作詞・作曲 - 桃井はるこ / 編曲 - 櫻井真一 / 歌 - 中原小麦（桃井はるこ）

### DVD
DVDは全巻とも、1巻につき1話収録で全8巻（DVD番号は初回限定版/通常版）。発売元はジェネオン エンタテインメント・東芝エンタテインメント。
DVD発売に先立ち、『アニメTV』内で先行テレビ放送された。放送日はtvkでのものを示す。

### 各話リスト
| 話数                                               | サブタイトル                                                     | 脚本                                              | 絵コンテ                                          | 演出                                              | 作画監督                                                                                     | 発売日 （放送日）                                 | DVD番号                                           |
| 第1シーズン『ナースウィッチ小麦ちゃんマジカルて』  | 第1シーズン『ナースウィッチ小麦ちゃんマジカルて』                | 第1シーズン『ナースウィッチ小麦ちゃんマジカルて』 | 第1シーズン『ナースウィッチ小麦ちゃんマジカルて』 | 第1シーズン『ナースウィッチ小麦ちゃんマジカルて』 | 第1シーズン『ナースウィッチ小麦ちゃんマジカルて』                                            | 第1シーズン『ナースウィッチ小麦ちゃんマジカルて』 | 第1シーズン『ナースウィッチ小麦ちゃんマジカルて』 |
| -------------------------------------------------- | ---------------------------------------------------------------- | ------------------------------------------------- | ------------------------------------------------- | ------------------------------------------------- | -------------------------------------------------------------------------------------------- | ------------------------------------------------- | ------------------------------------------------- |
| KARTE.1                                            | 激突! 小麦VSひっきー・アキハバラ最大の戦い!                      | アームストロング滝沢                              | 武本康弘                                          | 武本康弘                                          | 米田光良                                                                                     | 2002年8月23日 （2002年8月3日）                    | PIBA-7139/PIBA-7160                               |
| KARTE.2                                            | 恐怖! メイド魔法少女降臨・お台場頂上決戦                         | アームストロング滝沢                              | 武本康弘                                          | 武本康弘                                          | 米田光良                                                                                     | 2002年11月22日 （2002年11月2日）                  | PIBA-7140/PIBA-7161                               |
| KARTE.2.5                                          | 閑話休題すぺしゃる 〜再び祭りの予感でワッショイ!〜               | アームストロング滝沢                              | 荒川真嗣 松園公 竹本玉三                          | 荒川真嗣 鈴木薫                                   | 伊東克修 工原しげき 木﨑文智（お手伝い） 山根理宏（メカ）                                    | 2003年6月6日 （未放送）                           | PIBA-7175/PIBA-7176                               |
| KARTE.3                                            | マジッ! 小麦ちゃんは2度3度死ぬ!?・ 戦慄の狂い咲き伊豆伊東ロード! | 玉井☆豪                                           | 米たにヨシトモ                                    | 米たにヨシトモ                                    | 佐村義一                                                                                     | 2003年9月10日 （2003年8月30日）                   | PIBA-7198/PIBA-7201                               |
| KARTE.4                                            | 魁! 嵐を呼ぶアニメスタジオ・水道橋大爆破!?                       | 玉井☆豪                                           | 米たにヨシトモ                                    | 石川敏浩                                          | チャン・マルチャン 佐村義一（レイアウト）                                                    | 2003年12月21日 （2003年12月13日）                 | PIBA-7199/PIBA-7202                               |
| KARTE.5                                            | めぐりあい きた                                                  | 玉井☆豪                                           | 米たにヨシトモ 玉川真人                           | 玉川真人                                          | 中武学、佐光幸恵 後藤潤二、村田憲孝 安藤義信、草刈大介 小野修次、小菅和久 チャン・マルチャン | 2004年4月2日 （2004年3月13日） （2004年3月20日）  | PIBA-7200/PIBA-7203                               |
| 第2シーズン『ナースウィッチ小麦ちゃんマジカルてZ』 |                                                                  |                                                   |                                                   |                                                   |                                                                                              |                                                   |                                                   |
| おぺ.1                                             | 再燃! 超まじかるバトル・灼熱の大阪夏の陣!!                       | アームストロング滝沢                              | 松園公                                            | 鈴木薫 石川敏浩                                   | 桜井正明、清丸悟 草刈大介、橋本貴吉 斉藤里枝                                                 | 2004年9月10日 （2004年8月28日）                   | GNBA-7039/GNBA-7037                               |
| おぺ.2                                             | 家政婦は寝ていた!? 小麦ファイナルウォーズ!!                      | 米たにヨシトモ                                    | 米たにヨシトモ                                    | 米たにヨシトモ                                    | 飯塚晴子、柴田淳 米たにヨシトモ                                                              | 2005年9月22日 （2005年8月20日）                   | GNBA-7040/GNBA-7038                               |

その他
- ちょっとだけヨDISC （2002年 パイオニアLDC）
- はじめての小麦たん （2003年8月15日パイオニアLDC RONDO ROBEより発売。コミックマーケット64にて限定頒布。CDとの2in1）
- こうなりゃトコトン小麦たん! （2004年 コミックマーケット66にて限定頒布。CDとの2in1）
- これで最後だ小麦たん! （2004年 コミックマーケット68にて限定頒布。CDとの2in1）

### CD
サウンドトラック
- 小麦100%しよう! （2002年08月23日発売 PNEA-1005）
- ザ・うたのヒットぱれ〜どムギ! （2002年11月22日発売 PNEA-1006）
- 小麦200%しよう! （2003年7月25日発売 PNEA-1007）
- 中原小麦ファーストコンサート in 日本中年館 （2003年9月10日発売 PNEA-1008）
- くちびるイノセンス （2003年10月2日発売 PICA-1285）
- ムギまるレポート うたヒット2!! （2003年12月21日発売 PNEA-1009）
- すぷりんぐ はず かむっ-アタマの中はとんどるふぃん？- 中原小麦（桃井はるこ）（2004年4月2日発売 GNCA-1001）
  1. ハルガキタ
  2. decide
  3. オオカミBOY
  4. 春色のシンフォニー
  5. くちびるイノセンス -Album MIX-
  6. 陽春のパッセージ
  7. 恋の呪文はスキトキメキトキス
  8. たそがれロンリー -Album MIX-
  9. ほんとのキスをお返しに
  10. 絶対!Part2
- 小麦べ〜スト! THE MUSIC〜小全集 （2004年4月23日発売 PNEA-1010）
- えんどれす さま〜ばけーしょん! 中原小麦（桃井はるこ）（2004年9月24日発売 GNCA-1019）
  1. Komugi Section::ぱらだいす
  2. アルタイル
  3. 恋せよ乙女
  4. LoveSong探して
  5. Dang Dang気になる
  6. 背中ごしにセンチメンタル

以上発売元はジェネオン エンタテインメント（「くちびるイノセンス」まではパイオニアLDC名義）。
オーディオドラマ
- ナースウィッチ小麦ちゃんマジカルて ～小麦オン・ザ・ラジオ 四谷死闘篇～　（2002年12月21日発売）
- ナースウィッチ小麦ちゃんマジカルて あきる野電撃作戦!!（ポロリもあるかも?）　（PICA-7061 2003年3月21日発売）
- ナースウィッチ小麦ちゃんマジカルて 風雲弁天町! Vステ春の陣 小麦危機一髪

以上発売元はイーエス・エンタテインメント。
その他のCD
- 骨の髄まで小麦たん! （2003年12月28日ジェネオン エンタテインメント RONDO ROBEより発売。コミックマーケット65にて限定頒布。DVDとの2in1）
- 愛のお手当てCD （PS2ゲーム『ナースウィッチ小麦ちゃんマジカルて』初回特典）
- 中原小麦ラストアルバム またねっ! （DVD『ナースウィッチ小麦ちゃんマジカルてZ おぺ.2』初回特典）

### ゲーム
- ナースウィッチ小麦ちゃんROMカルて （PC/Windows 2003年3月20日MdNより発売）
- ナースウィッチ小麦ちゃんマジカルて 炎のARASHI! 掲示板大決戦 （PC/Windows 2003年11月28日天田印刷加工より発売）
- ナースウィッチ小麦ちゃんマジカルて （PlayStation 2 2004年2月26日KIDより発売。CERO18歳以上対象）
- 哭きの麦 惰性の闘牌 （PC/Windows 2004年12月29日ジェネオン エンタテインメント RONDO ROBEより発売。コミックマーケット67にて限定3500部頒布）
- す〜ぱ〜ムギリンピック2004 （PC/Windows DVD「ナースウィッチ小麦ちゃんマジカルてZ おぺ.1」初回特典）

### 関連書籍
漫画（コミカライズ）
- 作画：中島零
- 原案：むぎむぎ団
- 発売元：白泉社 JETS COMICS

1. 2003年9月29日発売
2. 2004年8月27日発売

フィルムブック
- ナースウィッチ小麦ちゃんマジカルて 『激突! 小麦VSひっきー・アキハバラ最大の戦い!』 フィルムストーリー （2003年3月31日発売）
発売元：メディアファクトリー MF文庫J

小説（ノベライズ）
- 著者：榊一郎・武乃忍
- 発売元：メディアファクトリー MF文庫J

1. ナースウィッチ小麦ちゃんマジカルて 〜小麦大乱戦・ゲーム世界からの脱出!〜 （2003年4月25日発売）
2. ナースウィッチ小麦ちゃんマジカルて 〜小麦大奔走 恋と魔法と文化祭〜 （2003年9月25日発売）

### パチスロ
ナースウィッチ小麦ちゃんマジカルて（株式会社ジェイピーエス）
2006年2月よりホールにて稼動中。JPS初の5号機。保安通信協会における型式名は「コムギチャンSP」。
通常時は小麦が伊豆・お台場のどちらかのステージに滞在。ムギまるやポソ吉が小役ナビ等で登場するほか、こよりが登場すると対決演出に発展し、対決に勝利するとボーナス確定となる。
内部的には本機は小役とボーナスの同時抽選を行っており、チェリーが100%、スイカが約20%、1枚役（青7青7チェリー）が約10%でボーナス同時成立。また、ボーナスが成立するとリプレイ確率が大幅にアップするため、スイカなどの後のリプレイ連続は期待度が高くなる。1枚役はほぼ取りこぼす仕様になっており（その方が得）、こぼすとプチRT図柄が揃う。プチRTは2ゲーム間だけリプレイ確率が大幅にアップするので、見た目上の期待感を演出する仕組みとなっている。
ボーナスはビッグボーナス（345枚を超える払い出しで終了、以下BB）とチャレンジタイム（224枚を超える払い出しで終了、以下CT）の2種類。BBはフリー打ちで最大純増288枚のメダルを獲得できる。CT中は左リールが無制御となるので、左リールにベル（15枚役）を目押しして消化するのが基本。ベルのみで消化すると純増180枚で終了となるが、スイカ（6枚役）と中段チェリー（8枚役）を一回ずつ揃えることにより獲得枚数を純増188枚に増やすことができるほか、特典としては目押し成功時にカットイン、さらにアニメーションが長くなる。
ボーナス後は60ゲーム継続のリプレイタイム（RT）に突入するが、本機のRTはコインが増加するのではなく、ゆるやかに減少していくため効果は高くない。またRT中に1枚役を取りこぼすとプチRT図柄が揃ってしまうので、その時点でRTの残りゲーム数が2ゲームに書き換えられてしまう（事実上RTがパンクする）。そのため、レバーオン時に「ムギーッ!」と鳴ったら（1枚役対応演出）順押しで青7を狙い1枚役を揃えるか、目押しに自信の無い人は逆押しで青7を狙うのが基本。だが、連続演出中などは1枚役対応演出が出ないので注意が必要である。ちなみに稀に「ムギーッ!」と鳴らなくても1枚役が成立しているが、その場合はボーナスの期待度が高い。
いわゆる「萌えスロ」と呼ばれる、オタク層などの新規プレイヤーの獲得を図った機種であったため、一般には受け入れられないと思われていたが、CT時のビタ押しでも純増枚数の増加、プチRTで演出を生かしたり、逆押し時にボーナス確定出目が存在したりと、見た目とは裏腹に非常に凝った作りでファンは多い。

## ナースウィッチ小麦ちゃんR
2015年10月、テレビアニメ『ナースウィッチ小麦ちゃんR』が、2016年1月より日本テレビ系列で放送することが発表され、2016年1月から3月まで放送された。キャラクター設定は一新している。シーンの各所でタツノコキャラが多数カメオ出演している。ナレーションは立木文彦。

### 登場人物（小麦ちゃんR）
吉田 小麦（よしだ こむぎ）
声 - 巴奎依
本作の主人公。私立虹ヶ丘学園中等部二年生の元気いっぱいの女の子。14歳。アイドル活動をしているが、まだ商店街規模の小さな活動やドラマの死体役ばかり。うさPに苦手なGから助けてくれる交換条件におキャンP娘（おきゃんぴむすめ）に抜擢される。密林で迷子になりへとへとになった時に偶然温泉ロケに飛び込み出演した時の放送が大好評となり知名度が上がる。
好きな食べ物は和菓子、嫌いな食べものは特になし。長所は元気と健康、短所はちょっぴりドジで飽きっぽいところ。得意な教科は音楽で苦手はそれ以外全部。
まじかるナース
小麦がおチェンG（おちぇんじー）したナースコスプレ風のおキャンP娘。うさPに似たコンパクト型アイテムでおチェンGし、詠唱呪文は「パラソルピカルクロホルム、キラキララブリテニポール」。変身所要時間0.02秒。必殺技はナースメディカルスターダスト（正式名、ずっきゅんどっきゅんもっこりビーム）、ナースローションスプラッシュ（もーれつきょーれつちょめちょめビーム）、ナースサンダースパークリング（まっするはっするぽよよんビーム）、なんとかビーム（ずぼずぼどっこんうえからしたからまえからうしろからそしておもむろにななめうえからビーム）、ナースアホンダラドツイタルネンミダレザキ（正式名不明）。3人のおキャンP娘の力を合わせると「おキャンP三人娘攻撃」マジカルリリームスターライトステージ（なうなやんぐいけいけもーれつがいあがれでぃーたちにもっとかがやけとささやいているぱわーだゼット）が可能になる。
元々うさPたちと人間の感性がずれており、おキャンP娘という名前や必殺技名が格好悪いと感じた小麦は勝手に名前を変更して戦っている。まじかるナースの姿も人間が見るとかわいいがうさPから見ると死にたくなるほど恥ずかしい格好とのこと。他のおキャンP娘たちも事情は同じである。
西園寺 ここな（さいおんじ ここな）
声 - 山崎エリイ
小麦のクラスメートで親友で生徒会長もしている人気アイドル。学年トップで成績優秀でありながら努力を怠らない。幼少時、当時アイドルだった三鷹愛に憧れて自身もアイドルを志す。実家は九州で現在は学生寮に住んでいる。たぬPからおキャンP娘に抜擢される。
好きな食べ物は、プロフィール上はさくらんぼだが、実はお茶漬け。
まじかるメイド
ここながおチェンGしたメイドコスプレ風のおキャンP娘。たぬPに似たコンパクト型アイテムでおチェンGし、詠唱呪文は「マリソルミラルキラリルマ、メラメラミルルベニホール」。変身所要時間0.02秒。変身中に何かのきっかけで「スイッチが入る」と性格が高飛車に豹変し、マジカル愛のムチで容赦なく攻撃したりまじかるナースを「おぽんちナース」と呼ぶようになる。必殺技はメイドバーニングレボリューション（正式名、おったまげろげろあじゃぱービーム）、メイドスクリューサイクロン（ずべずべぱふぱふどっきんこビーム）。豹変中の事はよく覚えていない。
如月 ツカサ（きさらぎ つかさ）
声 - 小市眞琴
小麦のクラスメートで男装のアイドル。キリプロ所属。クォーターで海外育ち、LAにいたころにスカウトされハリウッド映画に出演した事もある。芸能界でも私生活でも王子様キャラを演じているが、実はかわいいものが大好きの乙女。密かに優斗に思いを寄せるが、周りからはここなに気があると思われている。小麦に対しては優斗の幼馴染ということもあり嫉妬心を抱いていたが、かわいいもの好きが知られても認めてくれた小麦と打ち解ける。ねこPからおキャンP娘に抜擢される。事件後に優斗と両想いになるも渡米した彼と遠距離恋愛になる。
好きな食べ物はプロフィール上はブラックコーヒーだが、実はマカロン。
まじかるシスター
ツカサがおチェンGしたシスターコスプレ風おキャンP娘。ねこPに似たコンパクト型アイテムでおチェンGし、詠唱呪文は「プリティーフラワーサンシャイム、フワフワコケティッシュプレイヤー」。変身所要時間0.02秒。必殺技はシスターハートビートマシュマロキッス（正式名、いやよいやよでもほんとはいいよビーム）、シスターマザーレスチャイルドラブシンフォニー（どきっそこのけだっせんぴちぴちあっぱれビーム）、シスターソルティーシャワー（ケツの穴から手ーつっこんで奥歯ガタガタ言わせたろかビーム）。
うさP（うさぴー）
声 - 吉野裕行
小麦に手当されたことがきっかけで小麦をおキャンP娘にする。語尾はピョン。髪飾りに姿を変えることができる。
たぬP（たぬぴー）
声 - 浪川大輔
ここなにストーカーまがいの監視をし続け、おへその形を気に入りここなをおキャンP娘にする。語尾はポコ。ブローチに姿を変えることができる。
ねこP（ねこぴー）
声 - 竹内良太
ドレスを着ていたツカサを見かけ、捨てられた猫のような目にぐっときてツカサをおキャンP娘にする。関西弁風に話し語尾はニャン。ピアスに姿を変えることができる。
橘 優斗（たちばな ゆうと）
声 - 内匠靖明
小麦がゆうにぃと呼ぶ幼馴染の俳優。ツカサやここなとは仕事仲間。事件後、ツカサと両想いであることが判明するも、俳優活動のために渡米する。
三鷹 愛（みたか あい）
声 - 伊藤静
小麦やここなが所属しているプロダクション、ラブプロの女性社長。過去アイドルをやっており、ここなが目標とするほどだった。アイドル時代には学生生活を満足に送れなかった。そのため、ラブプロの活動方針は学生生活を優先している。
松川 虎之介（まつかわ とらのすけ）
声 - 三宅健太
ここなのマネージャー。熱血な人で小麦の事もことあるごとに褒めて応援しており、仕事中にいなくなる小麦の代役をすることも多く、なぜか偽者だとばれない。三鷹のアイドル時代は彼女のマネージャーをしていた。
吉田 小春（よしだ こはる）
声 - 桃井はるこ
小麦と小太郎の母親。小麦や小太郎にママ弁当を作ってくれる。吉田医院の看護師でもある。
吉田 友也（よしだ ともや）
声 - 野島健児
小麦と小太郎の父親。吉田医院の医師。
吉田 小太郎（よしだ こたろう）
声 - 樺山ミナミ
小麦の弟。ここなの大ファン。
美鈴先生（みすず）
声 - 前田玲奈
小麦とここなの担任教師。担当教科は英語。昔はプロレスラー志望で生徒が遅刻するとアイアンクローやコブラツイストをかける。事件後は、教師を続けながら、女子プロレスラーとしても活動する。
たま子
声 - 小日向茜
小麦の友達。黄色い髪で、ラップ調で話す。
レイ
声 - 松井恵理子
小麦の友達。黒い髪で、同級生にも敬語でおしとやかに話す。
光希（みき）
声 - 立花芽恵夢
小麦の友達。赤い髪で、登場する度に一人称が違う。
真希（まき）
声 - 朝日奈丸佳
小麦の友達。青い髪。
六天 舞夜（姓は「ろってん」）
声 - くじら
ここなやツカサが住む学生寮ミモザ棟の寮母さん。
後藤さん（ごとう）
声 - 高坂篤志
ツカサのマネージャー。娘がいて娘経由の知識でブリとばら肉のカードゲーム「ブリバラ」に詳しい。
橘 正三（たちばな しょうぞう）
声 - 大畑伸太郎
優斗の祖父。妻とは死別しており、現在の楽しみは（孫と十数個の趣味、社会貢献活動のほかには）小麦の応援だけという大ファン。錦鯉も所有しているらしい。
ここなの両親
声 -  大須賀純（父）、前田玲奈（母）。アイドル志望のここなを一番になれと送り出す。実際はここなの本気を試すためであり、子供が本気で頑張れば一番でなくとも良いと思っている。
多恵
声 -  斉藤貴美子
西園寺家のメイド。
道尾 かける（みちお かける）
声 - 小形満
マラソン選手。一度は引退したが、ここなの頑張りに感動し復帰した。
ニパ子（セリーヌ・P・ニッパーヌ）
第9、11話カメオ出演。新潟県燕三条ニッパーメーカー・ゴッドハンド応援キャラ。同時期ニパ子側では公式twitterのプロフィール画像をまじかるナースに変身したニパ子に差し替え、名前を「ニパ子【にぱこむぎ】」に設定していた。
リリア
声 - 佐武宇綺
第11話より登場。クマ美という大きなピンクのぬいぐるみを持ったアイドルの少女（小麦たちより年下）。デビューしたばかりであっという間に全米アイドルとなり日本にも進出する。本人は素直で頑張り屋だが、事務所は金に物を言わせて次々と放送枠を買取りリリアの主演作にするという強引な手口を行っている。
リリア・オブ・イドラ
クマ美がリリアと合体して操っている状態。クマ美が自らの手足として操ることができ、その間リリアに意識はない。一旦リリアの精神を乗っ取り、取り憑かれたリリアがクマ美に似たコンパクト型アイテムを掲げて呪文を詠唱すると身体も合体する。詠唱呪文は「ワールドワイドレボリューショナリー、スーパーエクセレントマーベラス、トップオブトップアイドリュー」。変身所要時間0.015秒。必殺技はトップ光線（あなたのこころのとなりにきらめくちょうしんせいからのむなさわぎうちゅうてきびしょうじょビームと同じ技）。
クマ美（くまみ）
声 - 大谷育江
リリアの持っているぬいぐるみ。おファンC札が付き怪人化しているが単体ではしゃべることも動くこともできない。おファンC札をすべて集め、世界中の人々をリリアのファンにしようとした。事件後、姫Pによってマスコット化される。
姫P（ひめぴー）
声 - 桃井はるこ
おファンタG界の慈愛に満ちた未亡人。

#### 怪人
おファンタG界（おふぁんたじーかい）から地球上へ落ちた108枚のおファンC札（おふぁんしーふだ）が物体と融合して生まれる。おキャンP娘が怪人を倒すと札と物体に戻るが、札は変化していた怪人の絵が表面に描かれた状態になる。
フィルムカメラ怪人
声 - 中尾隆聖
第1話登場。ナンバーは壱。古い撮影カメラにおファンC札が張り付き変化した怪人で、カメラから出る光で相手の姿を変える。大勢の戦闘員を作り出せる。語尾はフィム。
パトカー怪人
声 - 古川登志夫
第2話登場。ナンバーは拾壱。パトカー風の怪人。バリケードテープで攻撃する。大勢の戦闘員を作り出せる。
錦鯉怪人
声 - 高木渉
第3話登場。ニシキゴイ風怪人。表面がぬるぬるしており、胸の口から放水する。
おえどん怪人
声 - 岩田光央
第4話登場。下町お江戸屋敷のマスコットぬるキャラ「おえどん」におファンC札が張り付き変化した怪人。ぬるぬるしており、分身したり合体して巨大化する。
ライン引き怪人
声 - 折笠愛
第5話登場。ナンバー伍拾伍。ラインマーカー風怪人。股間から石灰を出す。
怪人ポロリーゼ
声 - 檜山修之
第6話登場。水泳大会のプロデューサーからポロリハプニングを起こすように命令された優斗が取り憑かれてできた怪人。ただし攻撃対象はプロデューサーの意図に反し男女問わない。まじかるシスターのビームをギャランドゥバリヤーで防御できる。
飛び出し怪人
声 - 野沢雅子
第7話登場。飛び出し坊やの人形が変化した怪人。「飛び出せ青春!」と叫びながら走る。
白色クマ怪人
声 - 緒方賢一
第8話登場。腕のスプレーであらゆる物を無色（白色）に変えるメカ熊の怪人。ムショクとは「仕事（無職）ではなく色（無色）」と主張していたが、倒されたら熊の縫いぐるみと求人情報誌に戻った。
アクビ怪人
声 - 金田朋子
第9話登場。ナンバーは玖拾壱。オオアクビちゃん人形が変化した、両手が人形の頭部で頭部がドリルの怪人。ガスを撒いて人間を眠らせる。語尾が「-クビ」で、解雇されたと勘違いした小麦に逆切れされて叩きのめされる。
生クリーム怪人
声 - 飛田展男
第10話登場。ケーキ料理器具型の怪人。生徒に腕から出す生クリームをぶっかける。
赤外線カメラ怪人
声 - 堀川りょう
第12話登場。リリアを狙った赤外線カメラ型怪人で、衣装を透け透けにすることができるが、活躍する前に倒される。語尾は「-スケ」。

### スタッフ（小麦ちゃんR）
- 原作・アニメーション制作 - タツノコプロ
- 監督 - 川口敬一郎
- シリーズ構成 - 村上桃子
- キャラクター原案 - 渡辺明夫
- キャラクターデザイン - 佐野隆雄
- サブキャラクターデザイン・総作画監督 - 大沢美奈
- プロップデザイン・総作画監督 - 後藤圭佑
- 怪人デザイン - 森木靖泰
- 美術デザイン - 比留間崇
- 美術監督 - 吉田美千子
- 色彩設計 - 河合真理子
- CGディレクター - 乙部善弘
- 撮影監督 - 神木正士
- 編集 - 奥田浩史
- 音響監督 - 今泉雄一
- 音楽 - 山下康介
- 音楽プロデューサー - 山田慎也、渡辺一博
- プロデューサー - 渡邉季之、稲毛弘之、進藤友博、池田慎一、千石一成
- アニメーションプロデューサー - 柳橋基治
- 製作著作 - タツノコプロ、日テレ、vap、NTVM

### 主題歌（小麦ちゃんR）
オープニングテーマ「Ready Go!!」
作詞 - 渡部チェル・福田アルレ / 作曲・編曲 - 渡部チェル / 歌 - まじかる☆あ〜る 〜吉田小麦（CV:巴奎依）、西園寺ここな（CV:山崎エリイ）、如月ツカサ（CV:小市眞琴）〜
第12話ではオープニングに加え挿入歌としても使用。
エンディングテーマ「雨と涙と乙女とたい焼き」
作詞 - 高橋久美子 / 作曲 - 日高央 / 編曲 - ヤマモトショウ、rionos / 歌 - 乙女新党
劇中には、乙女新党の各メンバーたちが「早乙女新党」の名義で出演している。第6話では挿入歌としても使用。
挿入歌
作詞・作曲・編曲は全てEPX。
「Break your chains」
歌 - 吉田小麦（巴奎依）（第1、4、7、8、12話）
歌 - 西園寺ここな（山崎エリイ）（第2、5話）
歌 - 如月ツカサ（小市眞琴）（第3、6、10話）
「恋のナースコール 〜ココロとココロを繋いでる魔法〜」（第1、4、9話）
歌 - 吉田小麦（巴奎依）
「愛情ファーマシー」（第1、10話）
歌 - 吉田小麦（巴奎依）
「Be Free!」（第2、7話）
歌 - 西園寺ここな（山崎エリイ）
「イロヅクネガイ」（第3話）
歌 - 如月ツカサ（小市眞琴）
「Fly by my side」（第5話）
歌 - 三鷹愛（伊藤静）
「ときめきドリーマー」（第11、12話）
歌 - リリア（佐武宇綺）
「ナンバーワンお姫様」（第12話）
歌 - 姫P（桃井はるこ）
「AGAIN!」（第12話）
歌 - 橘優斗（内匠靖明）

### 各話リスト（小麦ちゃんR）
| 話数   | サブタイトル                      | 脚本             | 絵コンテ         | 演出     | 作画監督                                                            |
| ------ | --------------------------------- | ---------------- | ---------------- | -------- | ------------------------------------------------------------------- |
| 第1話  | まじかるナース、誕生!             | 村上桃子         | 川口敬一郎       | 畠山茂樹 | 白石悟、重松晋一 坪田慎太郎、後藤圭佑 佐野隆雄                      |
| 第2話  | ストーカー!?ここなちゃん危機一髪! | 村上桃子         | 島津裕行         | 畠山茂樹 | 飯塚葉子、坪田慎太郎 飯飼一幸、佐野隆雄                             |
| 第3話  | まじかるシスター登場!             | ふでやすかずゆき | 稲垣隆行         | 米田光宏 | 松井誠、竹森由加 權容祥、吉田肇 加藤ふみ、佐野隆雄                  |
| 第4話  | お江戸屋敷でくノ一にんにん!       | 村上桃子         | ワタナベシンイチ | 大野和寿 | 近藤優次、松本朋之 杉本里菜、中野ゆうき 佐野隆雄、大沢美奈 清水勇司 |
| 第5話  | お勉強会でトラブルランデブー      | 村上桃子         | こでらかつゆき   | 矢野孝典 | 白石悟、重松晋一 池田竜也                                           |
| 第6話  | 人生はポロリーゼ                  | 村上桃子         | 島津裕行         | 畠山茂樹 | 斉藤和也、近藤瑠衣 木下由美子                                       |
| 第7話  | 走れここな、愛と涙のマラソン大会  | 村上桃子         | こでらかつゆき   | 永野孝明 | 山田真也                                                            |
| 第8話  | 優斗、恋のからまわり              | ふでやすかずゆき | ワタナベシンイチ | 中川聡   | 加野晃                                                              |
| 第9話  | さようなら、小麦ちゃん            | ふでやすかずゆき | 島津裕行         | 畠山茂樹 | 白石悟、飯塚葉子 坪田慎太郎                                         |
| 第10話 | ツカサのミラクルホワイトデー      | 村上桃子         | 佐山聖子         | 畠山茂樹 | 白石悟、池田竜也 飯飼一幸、近藤瑠衣                                 |
| 第11話 | 超新星リリア、スパーキング!       | ふでやすかずゆき | 米田光宏         | 米田光宏 | 後藤圭佑、竹森由加 清水勇司                                         |
| 第12話 | Rを継ぐもの                       | ふでやすかずゆき | 川口敬一郎       | 博史池畠 | 近藤優次、松本朋之 杉本里菜、加藤ふみ 柴田健児、内原茂 大沢美奈     |

### 放送局（小麦ちゃんR）
| 放送期間                | 放送時間                     | 放送局     | 対象地域   | 備考   |
| ----------------------- | ---------------------------- | ---------- | ---------- | ------ |
| 2016年1月10日 - 3月27日 | 日曜 2:25 - 2:55（土曜深夜） | 日本テレビ | 関東広域圏 | 製作局 |

| 配信期間                | 配信時間                     | 配信サイト         | 備考                       |
| ----------------------- | ---------------------------- | ------------------ | -------------------------- |
| 2016年1月10日 - 3月27日 | 日曜 0:00 更新（土曜深夜）   | 日テレオンデマンド | 先行配信実施               |
|                         |                              | Hulu               | 先行配信実施               |
|                         | 日曜 12:00 更新              | ニコニコチャンネル | 第1話無料、第2話以降有料。 |
|                         |                              | GYAO!              | 第1話無料、第2話以降有料。 |
| 2016年1月11日 - 3月28日 | 月曜 0:30 - 1:30（日曜深夜） | ニコニコ生放送     | 本編 + ラジオ配信          |
|                         | 月曜 12:00 更新              | バンダイチャンネル | 第1話無料、第2話以降有料。 |

| 放送期間        | 放送時間                     | 放送局         | 対象地域 | 備考                                                                              |
| --------------- | ---------------------------- | -------------- | -------- | --------------------------------------------------------------------------------- |
| 2016年7月11日 - | 月曜 0:00 - 0:30（日曜深夜） | 千葉テレビ放送 | 千葉県   | 千葉県内では実質再放送 初回（7月11日）のみ参議院選挙特番のため、1:00 - 1:30に放送 |
| 2017年10月6日 - | 金曜 0:30 - 1:00（木曜深夜） | サンテレビ     | 兵庫県   | 関西地上波では初放送                                                              |

### BD / DVD（小麦ちゃんR）
| 巻 | 発売日        | 収録話          | 規格品番   | 規格品番   |
| 巻 | 発売日        | 収録話          | BD         | DVD        |
| -- | ------------- | --------------- | ---------- | ---------- |
| 1  | 2016年3月23日 | 第1話 - 第2話   | VPXY-71434 | VPBY-14488 |
| 2  | 2016年4月20日 | 第3話 - 第4話   | VPXY-71435 | VPBY-14489 |
| 3  | 2016年5月25日 | 第5話 - 第6話   | VPXY-71436 | VPBY-14490 |
| 4  | 2016年6月22日 | 第7話 - 第8話   | VPXY-71437 | VPBY-14491 |
| 5  | 2016年7月20日 | 第9話 - 第10話  | VPXY-71438 | VPBY-14492 |
| 6  | 2016年8月24日 | 第11話 - 第12話 | VPXY-71439 | VPBY-14493 |

### WEBラジオ（小麦ちゃんR）
ナースウィッチ小麦ちゃんR WEBラジオ「レッツ!コムギケーション!」
2016年1月11日（プレ放送は2015年12月14日）から8月24日までアニメイトTV、日テレオンデマンドで配信されたWEBラジオ。エクストラより月1ペースで不定期配信された。
パーソナリティ
- 巴奎依
- 山崎エリイ
- 小市眞琴

ゲスト
- 桃井はるこ（第5、6回）
- 吉野裕行（第7回）
- 高橋優里花（乙女新党）（第8回）
- 前田玲奈（第10回）
- 内匠靖明（第11回）
- 竹内良太（第12回）

主なコーナー
- 小麦アニメーション!
- ここなセレクション!
- ツカサ クエスチョン!

| 話数        | サブタイトル                                                       | 配信日          |
| ----------- | ------------------------------------------------------------------ | --------------- |
| プレ第1回   | 「ナースウィッチ小麦ちゃんR ラジオプレ 巴奎依ver」                 | 2015年 12月14日 |
| プレ第2回   | 「ナースウィッチ小麦ちゃんR ラジオプレ 山崎エリイver」             | 12月21日        |
| プレ第3回   | 「ナースウィッチ小麦ちゃんR ラジオプレ 小市眞琴ver」               | 12月28日        |
| 第1回       | 「みんな！ レッツコムギケーション！」                              | 2016年 1月11日  |
| 第2回       | 「平和なトライアングル」                                           | 1月18日         |
| 第3回       | 「私、スクール水着は普段…」「普段っ!? 何、その続き気になる！(笑)」 | 1月25日         |
| 第4回       | 「告白・・・する？」                                               | 2月1日          |
| 第5回       | 「17歳は大人？」                                                   | 2月8日          |
| 第6回       | 「チョコ・・・貰ってました」                                       | 2月15日         |
| 第7回       | 「『女子力』・・・って何？」                                       | 2月22日         |
| 第8回       | 「真の『ピンク担当』は誰だ!?」                                     | 2月29日         |
| 第9回       | 「欧州通貨、〇〇カ？」                                             | 3月7日          |
| 第10回      | 「バンジーを修行の一環で…」                                        | 3月14日         |
| 第11回      | 「イケメンが不得意で…」                                            | 3月21日         |
| 第12回      | 「うちの猫で研究してみた」                                         | 3月28日         |
| エクストラ1 | 「肉じゃがが作れれば、大丈夫だから！」                             | 4月4日          |
| エクストラ2 | 「ネコミミするにゃん♪」                                            | 4月18日         |
| エクストラ3 | 「あの人の言葉に支えられた」                                       | 5月30日         |
| エクストラ4 | 「イメージ間違ってないね」                                         | 6月30日         |
| エクストラ5 | 「いま遠距離恋愛中…(!?)」                                          | 8月5日          |
| エクストラ6 | 「ここはほっとする場所だったね。」                                 | 8月24日         |

### コラボ（小麦ちゃんR）
- 2016年1月22日により、PS4&Xbox One版『DEAD OR ALIVE 5 Last Round』とのタツノコプロコラボレーションコスチュームとして、小麦（ほのか用）とここな（あやね用）のコスチュームを配信。